# Sarmaturbo
Sarmaturbo là một chi ốc biển đã tuyệt chủng, thuộc họ Turbinidae. 

## Các loài
Các loài ốc biển trong chi Sarmaturbo bao gồm:
- † Sarmaturbo colini (LC King, 1931)
- † Sarmaturbo superbus (Zittel, 1865)